# Oskar Höfinger
Oskar Eberhard Höfinger (Golling an der Erlauf, 2 april 1935 - Wenen, 22 maart 2022) was een Oostenrijkse beeldhouwer, schilder en tekenaar.

## Leven en werk
Höfinger volgde van 1952 tot 1956 een beroepsopleiding bij onder anderen Rudolf Scherrer aan de Fachschule für Holz- und Steinbildhauerei in Hallein. In 1956 studeerde hij aan de Akademie der Bildenden Künste in Wenen. Hij sloot zijn opleiding in 1961 af bij zijn grote voorbeeld, de beeldhouwer Fritz Wotruba, met het werk Jüngling. Höfinger kreeg in 1957 en in 1959 de Fügerpreis (Silbermedaille) en in 1968 de Förderungspreis der Niederösterreichischer Landesregierung. In 1971 kreeg hij eveneens de Förderungspreis der Stadt Wien.
Höfinger was in 1960 mede-oprichter van de Galerie Junge Generation in Wenen, waar hij ook exposeerde. Hij nam in 1961 en in 1962 deel aan het Symposion Europäischer Bildhauer van Karl Prantl in Sankt Margarethen im Burgenland en in 1967 en 1968 aan het Bildhauersymposion Lindabrunn van Mathias Hietz in Enzesfeld-Lindabrunn.
De kunstenaar leefde, werkte en stierf in Wenen. Hij maakte zijn werken in de materialen hout, ijzer, staal, zandsteen, graniet en marmer.

## Werken (selectie)
- Nibelungenbrunnen (1960/61), Pöchlarn
- Sphärisch-Kreatürlich (1967), Florian Hettdorfer Strasse in Wenen
- Botschaft (1968), Skulpturenpark Symposion Lindabrunn in Enzesfeld-Lindabrunn
- Faszination (1973/74), Per-Albin-Hanson-Siedlung Ost in Wenen
- Sturz (1977), Adalbert-Stifter-Strasse in Wenen
- Disziplin (1976/78), Patrizierstrasse in Wenen
- Handel und Verkehr (1977/78)[1], Donaubrücke in Krems an der Donau
- Leben (1978), Schladming
- Aufstrebende Figur (1978), Markomannenstrasse in Wenen
- Durchdringung (1985), Dorotheergasse in Wenen
- Jetzt (1986), Österreichischer Skulpturenpark in Unterpremstätten
- Reliquienaltar Clemens M. Hofbauer (1987), Kirche Maria am Gestade in Wenen
- Fussballer (1997), Stadion in Graz
- Hommage an die Musik (1970/2006), Europaplatz in Wenen
- Heilige Michael (2008), Pfarrkirche in Wullersdorf

## Fotogalerij

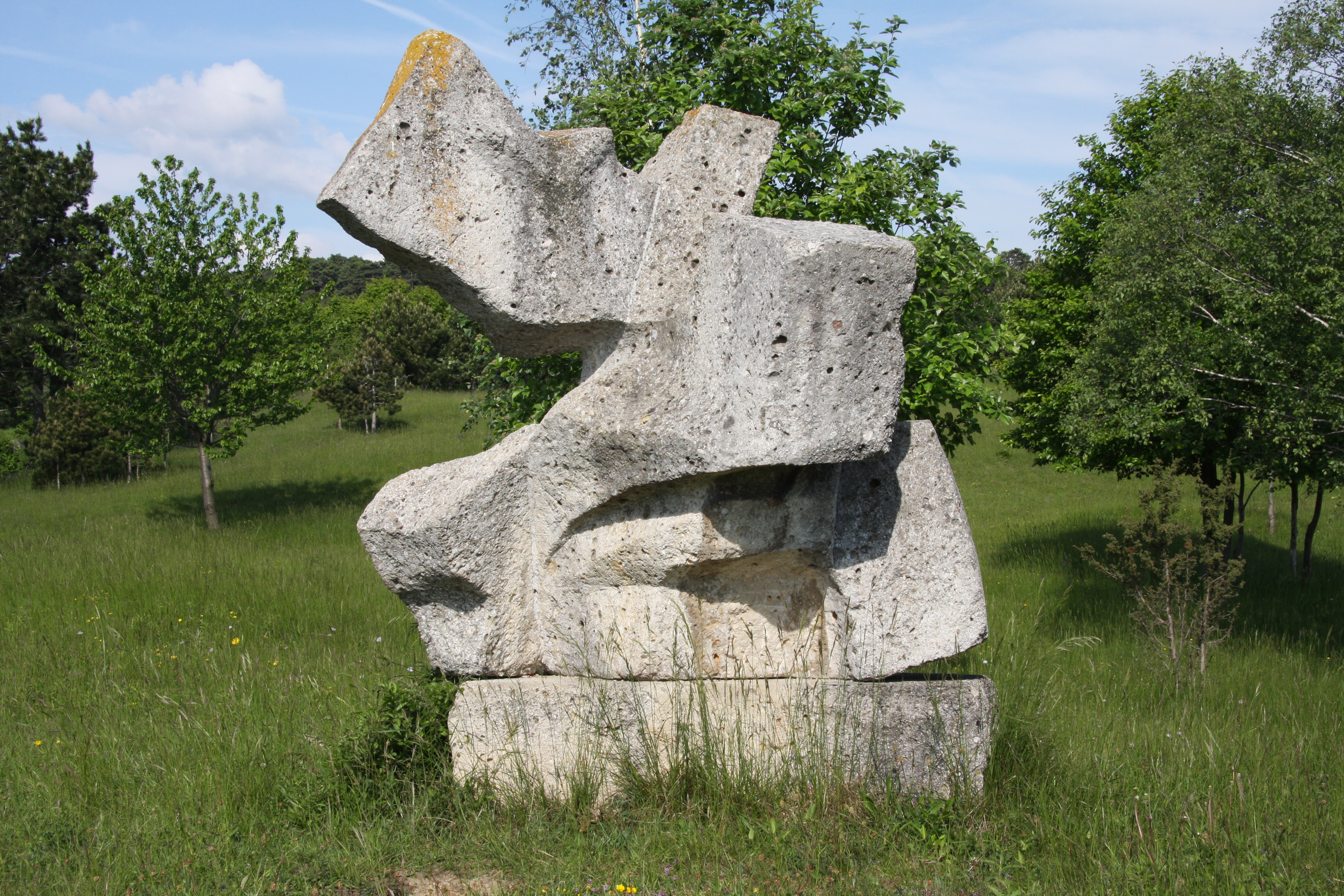
Botschaft (1968)
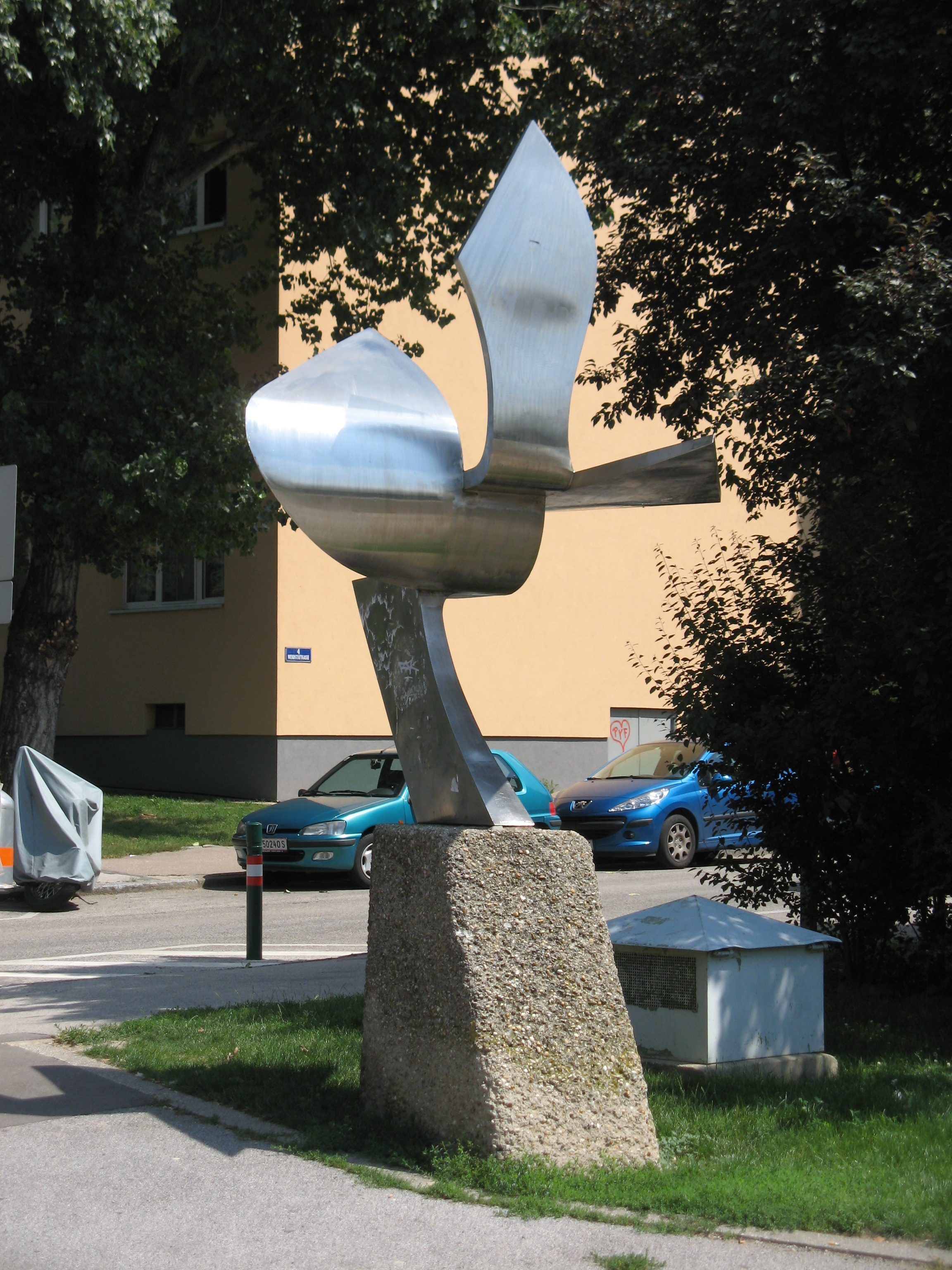
Faszination (1973/74)
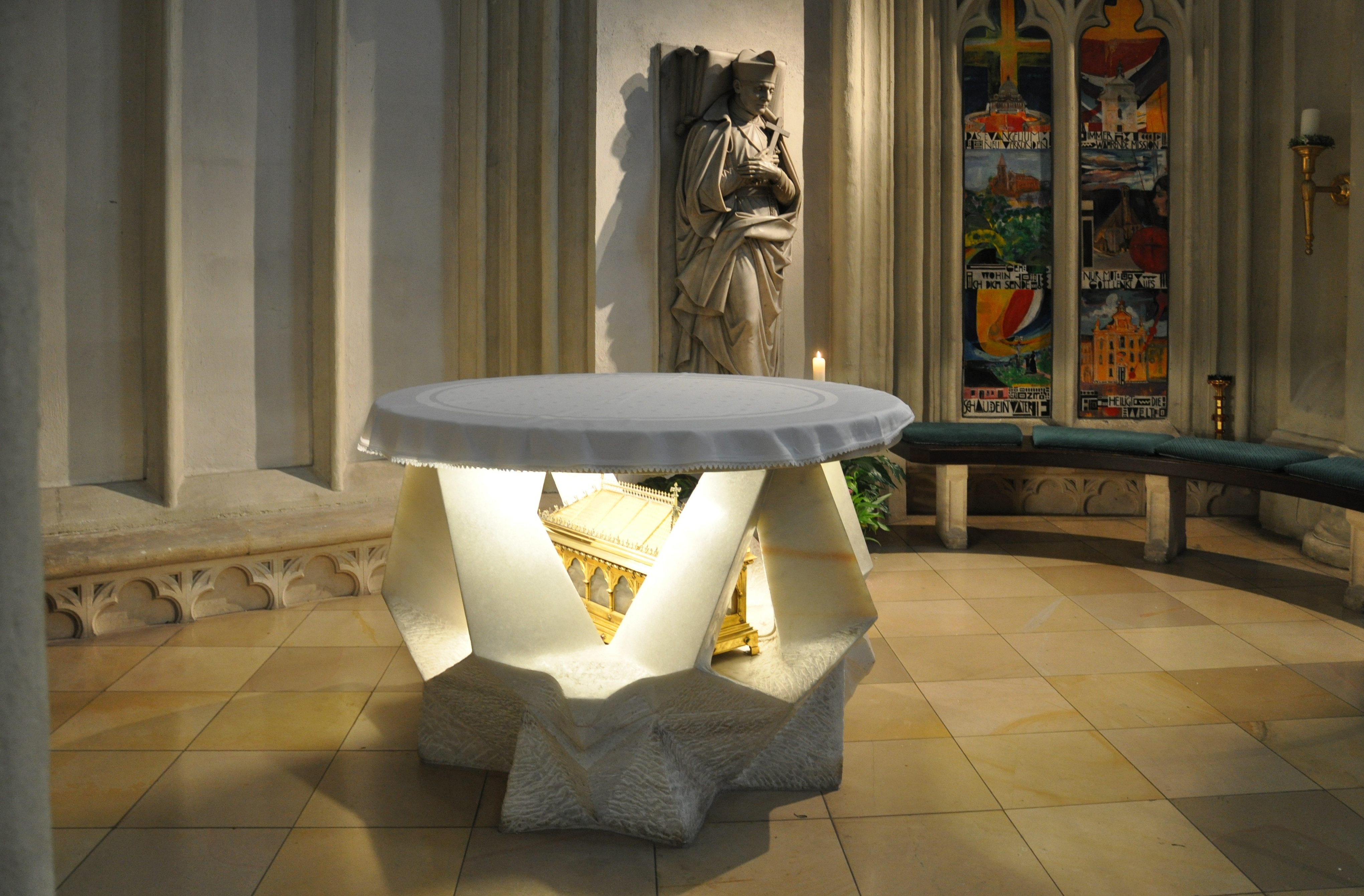
Reliquienaltar (1987)